# Грейам-авеню (линия Канарси, Би-эм-ти)
|   |   |   |   |
| · | · | · | · |

|   |   |   |   |
| · | · | · | · |

«Грейам-авеню» (англ. Graham Avenue) — станция Нью-Йоркского метрополитена, расположенная на линии Канарси, Би-эм-ти. Станция находится в Бруклине, в округе Уильямсберг, на пересечении Метрополитан и Грейам-авеню. На станции останавливается маршрут L (круглосуточно).
Станция была открыта 21 сентября 1924 года в составе первой очереди линии. Несмотря на то что все станции южнее Broadway Junction были открыты ещё в 1906 году, тогда они не входили в состав этой линии, поэтому считается, что очередь 1924 года является первой.

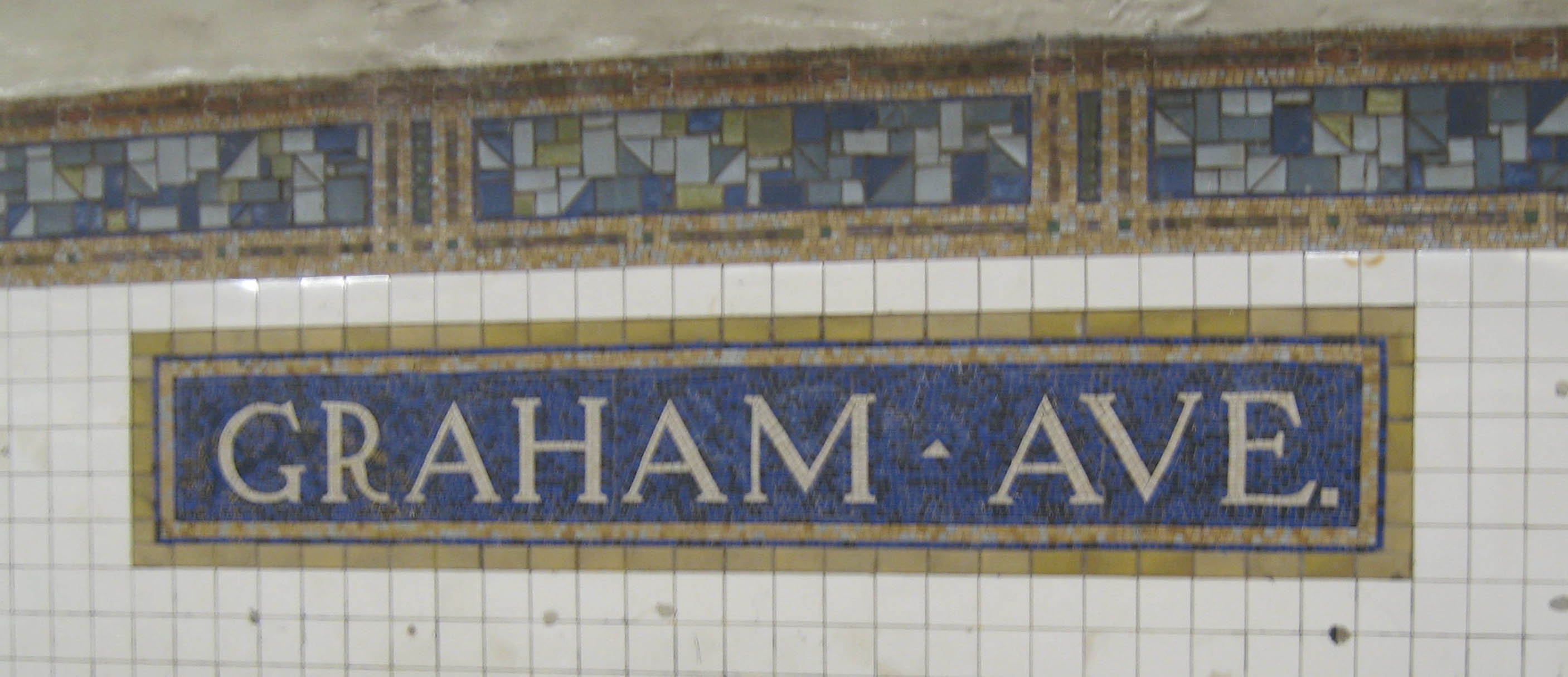
Мозаика с названием станции на стене

Станция представлена двумя боковыми платформами. Платформы отделаны стандартным образом: стены отделаны плиткой. Под потолком есть мозаичный орнамент. Название станции также выложено мозаикой. И это единственное, чем оно представлено, так как на платформах (что не совсем обычно) отсутствуют колонны, на которых обычно также висят таблички с названием станции.
Станция имеет единственный выход, расположенный с западного конца платформ. Он как бы поделён пополам, то есть выходы с каждой платформы независимы друг от друга и никак не пересекаются; перехода между платформами нет. Лестницы с обеих платформ ведут сразу в город. Турникетный павильон каждой платформы расположен прямо на ней. Лестница южной платформы (из Манхэттена) приводит к обоим южным углам перекрестка Грейам-авеню и Метрополитан-авеню, а северной (на Манхэттен) приводит к северным углам того же перекрестка. Примечательно, что кассовые павильоны располагаются только на северной платформе — на южной платформе располагается только информационное бюро.